# 埃罗-克朗普斯-莫朗斯
埃罗-克朗普斯-莫朗斯（法語：Eyraud-Crempse-Maurens，法語發音：[ɛʁo kʁɛ̃ps moʁɛ̃s]）是法国多尔多涅省的一个市镇，属于佩里格区。该市镇于2019年1月1日由原市镇莫朗斯、拉韦西耶尔、圣让代罗和圣于连德克朗普斯合并而成，行政中心位于莫朗斯。

## 地理
埃罗-克朗普斯-莫朗斯（44°56'5.3"N, 0°29'6.0"E）面积50.51 平方千米，位于法国新阿基坦大区多爾多涅省，该省份为法国西南部内陆省份，是法國本土面积第三大的省，大致对应佩里戈尔地区，北起顺时针与夏朗德省、上维埃纳省、科雷兹省、洛特省、洛特-加龙省、吉倫特省和滨海夏朗德省接壤。
与埃罗-克朗普斯-莫朗斯接壤的市镇（或旧市镇、城区）包括：埃格利斯讷沃-迪萨克、贝莱马、蒙塔尼亚克-拉克朗普斯、康普塞格雷、凯萨克、朗布拉、贝尔热拉克、日内斯泰、吕纳、莱莱什。
埃罗-克朗普斯-莫朗斯的时区为UTC+01:00、UTC+02:00（夏令时）。

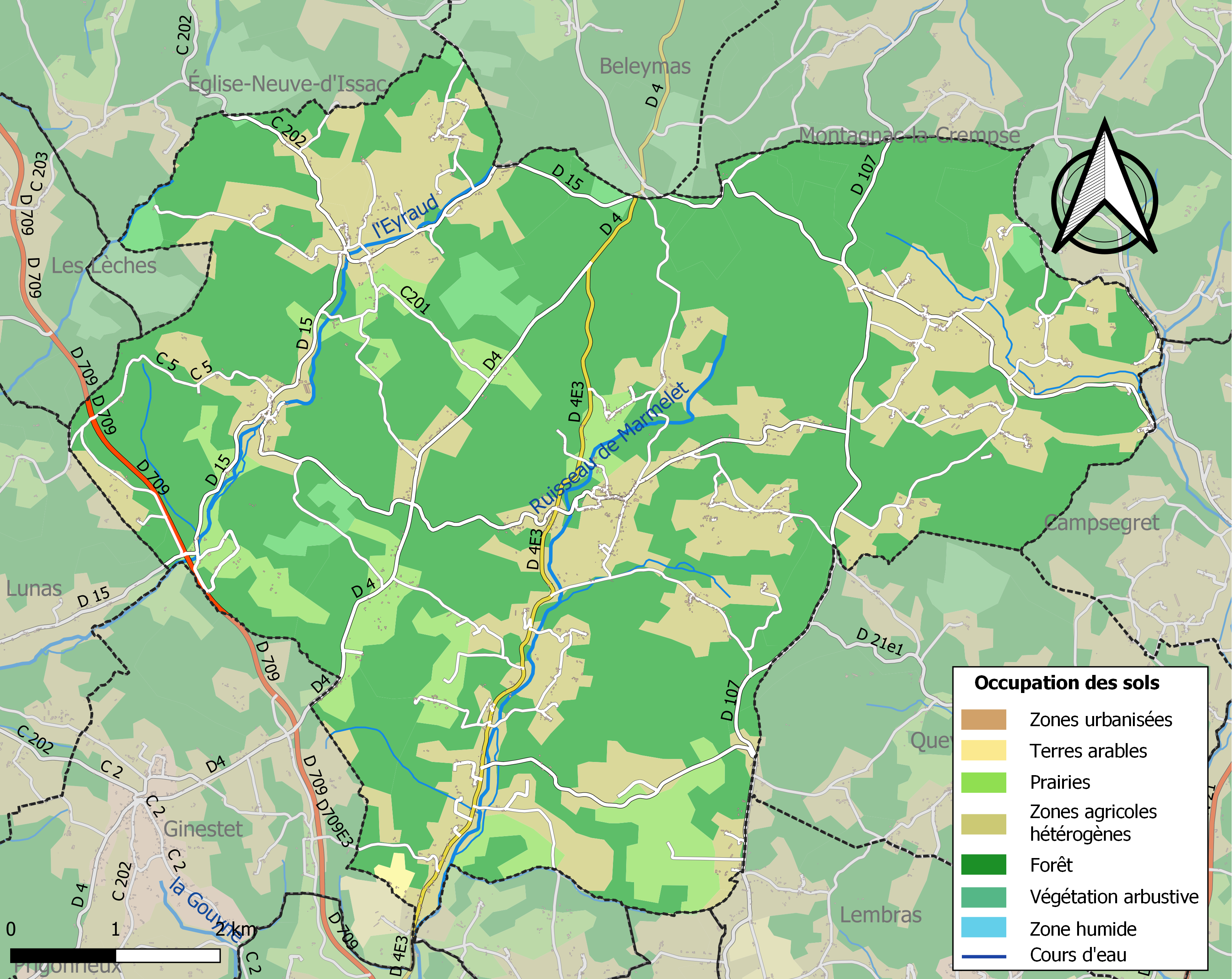
埃罗-克朗普斯-莫朗斯的OSM定位图

## 行政
埃罗-克朗普斯-莫朗斯的邮政编码为24140，INSEE市镇编码为24259。

## 政治
埃罗-克朗普斯-莫朗斯所属的省级选区为中佩里戈尔县。

## 人口
埃罗-克朗普斯-莫朗斯于2022年1月1日时的人口数量为1666人。